# Richthoftunnel
Der Richthoftunnel ist ein 3.510 m langer Eisenbahntunnel der Schnellfahrstrecke Hannover–Würzburg südlich der hessischen Marktgemeinde Niederaula.

## Lage und Verlauf
Der Tunnel liegt zwischen der nördlich folgenden Fuldatalbrücke Solms und der Schwarzbachtalbrücke im Süden.
Das Bauwerk liegt zwischen den Streckenkilometern 208,135 und 211,645. Die Gradiente steigt im Tunnel durchgehend nach Süden an.
Am Nordportal – teils im Tunnel – liegt ein Teil der aus vier Weichen bestehenden Überleitstelle Richthof.
Die nach dem Verzeichnis der örtlich zulässigen Geschwindigkeiten (VzG) zulässige Geschwindigkeit im Bereich des Bauwerks liegt bei 280 km/h. Aufgrund von Restriktionen durch das Tunnelbegegnungsverbot sind tatsächlich nur 250 km/h zugelassen.

## Geschichte

### Planung
Das Bauwerk lag im Planungsabschnitt 15 des Mittelabschnitts der Neubaustrecke.

### Bau
Das Bauwerk wurde am 8. Dezember 1983 angeschlagen.
Die Tunneltrasse wurde für den Bau in einem Tal geteilt und von vier Seiten aufgefahren. Mit den Massen aus dem Vortrieb wurde das Tal schließlich verfüllt und in diesem Bereich eine Überdeckung von einem bis zwei Metern hergestellt und anschließend mit einem Magerrasen begrünt. Als ökologischer Ausgleich wurde zusätzlich ein Teich in dem neu entstandenen Tal angelegt. Die ökologischen Auswirkungen waren zuvor in einem 500 m breiten Streifen entlang der zukünftigen Tunneltrasse untersucht worden.